# Зигебодо фон Шарцфелд-Лаутерберг
Зигебодо (II) фон Шарцфелд-Лаутерберг/Лутерберг (на немски: Sigebodo (II), Graf von Scharzfeld-Lauterberg/Lutterberg; † сл. 4 ноември 1192) е граф на Лаутерберг и Шарцфелд, днес част от Херцберг (1132 – 1157), господар на господство Шарцфелд в Харц. Той е от род Регинбодони и основател на линията на графовете фон Шарцфелд-Лаутерберг (Лутерберг).
Той е син на граф Зигебодо фон Шарцфелд († сл. 3 август 1157). Брат е на Бертхолд фон Шарцфелд-Лаутерберг († 1190), граф на Шарцфелд, катедрален фогт на Хилдесхайм и на манастир Хилвартсхаузен и дядо на Йохан I фон Бракел († 1260), епископ на Хилдесхайм (1257 – 1260). Сестра му († сл. 3 август 1157) е омъжена за граф Хайнрих фон Бух († сл. 1190) и е майка на Кристиан I фон Бух († 1183), архиепископ на Майнц (1160 – 1161 и 1165 – 1183), ерцканцлер на Свещената Римска империя (1165 – 1183).
Граф Зигебодо II фон Шарцфелд построява през 1180 г. замък Лутерберг в Лаутерберг в Харц, който става негова резиденция. От 1183 г. той се нарича „Граф фон Шарцфелд и Лутерберг“. Замъкът Лутерберг е разрушен в битка през 1415 г. между херцога на Грубенхаген и графовете фон Хонщайн.

## Деца
Зигебодо фон Шарцфелд-Лаутерберг има четирима сина:
- Буркард фон Шарцфелд-Лаутерберг († 25 февруари 1225), граф на Шарцфелд-Лаутерберг в Харц, господар на господство Шарцфелд, женен I. за Адела фон Глайхен († 19 октомври 1224), II. пр. 1222 г. за Аделхайд фон Цигенхайн (* ок. 1170; † сл. 26 февруари 1226)
- Хайденрайх фон Лутерберг/Лаутерберг († между 1 октомври 1228 – 9 септември 1230), женен пр. 21 януари 1222 за Беатрикс фон Липе († ок. 23 юни 1244)
- Зибото фон Шарцфелд († сл. 1206), получава Шарцфелд
- Хайнрих фон Лаутерберг († сл. 1224), получава Лутерберг/Лаутерберг.